# 18782 Joanrho
18782 Joanrho è un asteroide della fascia principale. Scoperto nel 1999, presenta un'orbita caratterizzata da un semiasse maggiore pari a 2,3989710 UA e da un'eccentricità di 0,1326918, inclinata di 3,84591° rispetto all'eclittica.